# Strelasund

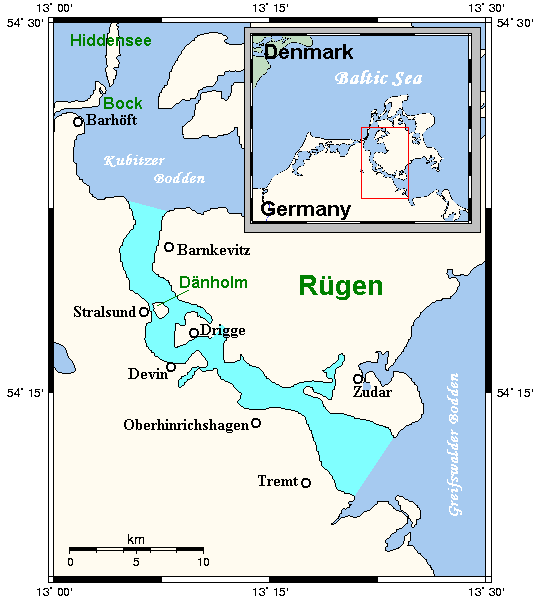
Ligging van de Strelasund (in lichtblauw)

De Strelasund is de zeestraat die het Noord-Duitse eiland Rügen scheidt van het vasteland. De 25 km lange zeestraat is op het nauwste punt 1 kilometer breed. Vergeleken met de andere kustwateren van Mecklenburg-Voor-Pommeren is de Strelasund relatief diep. De grootste diepte bedraagt 16 meter. De zeestraat verbindt de Kübitzer Bodden en de Prohner Wiek in het noordwesten met de Greifswalder Bodden in het zuidoosten. 

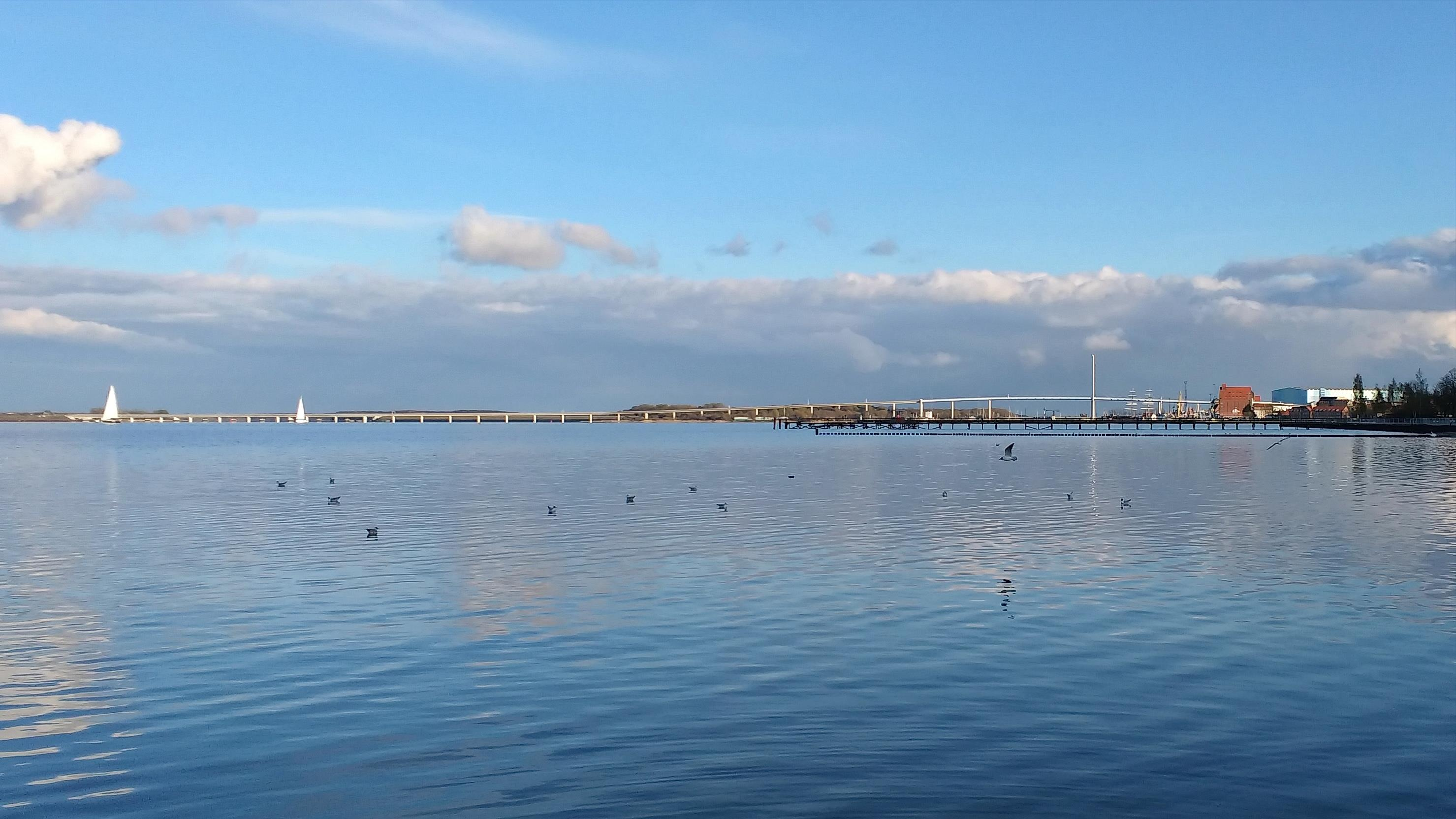
De Rügenbrücke over de Strelasund

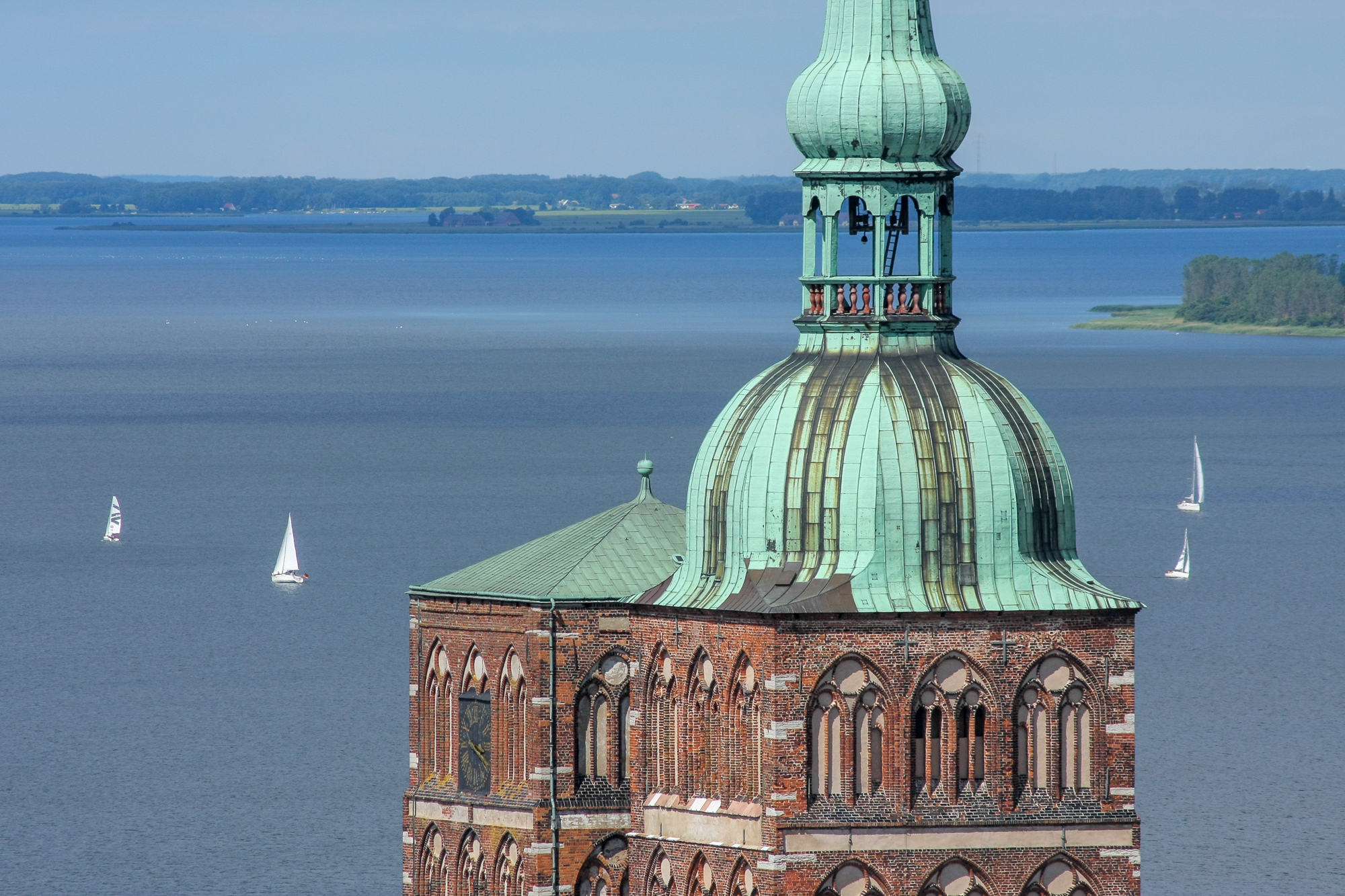
De Strelasund vanuit Stralsund

Sinds de jaren dertig bestaat er via het eilandje Dänholm een vaste oeververbinding over de Strelasund. Deze Rügendamm wordt inmiddels alleen nog voor de spoorlijn naar Rügen en voor verkeer van en naar Dänholm gebruikt. Voor het doorgaande wegverkeer werd aan het begin van de 21e eeuw parallel daaraan de nieuwe Rügenbrücke gebouwd, die in 2007 gereedkwam. Vanuit Stralsund, de enige stad aan de Strelasund en tevens het beginpunt van deze oeververbindingen, kan het water ook per veerboot worden overgestoken. Een andere veerdienst verbindt Stahlbrode met Glewitz op het schiereiland Zudar.